# 王红 (1962年)
王红（1962年5月—），女，满族，辽宁兴城人，中华人民共和国政治人物，现任中国国民党革命委员会中央委员会副主席，北京市政协副主席。

## 生平
2017年7月，王红当选中国国民党革命委员会北京市委员会第十五届委员会主任委员。
2018年1月30日，当选为北京市人民政府副市长。
2022年1月9日，当选为北京市政协副主席。同年5月25日，辞去北京市人民政府副市长职务。